# Nicholas Kipkemboi
Nicholas Kerich Kipkemboi (5 juli 1986) is een Keniaanse langeafstandsloper.

## Loopbaan
In 2012 won Kipkemboi de Zevenheuvelenloop in 42.01 en de halve marathon van Olomouc in 1:00.42.
Een jaar later moest hij op de  15 km van de Zevenheuvelenloop genoegen nemen met een tweede plaats in 42.32. Zijn landgenoot Leonard Patrick Komon won toen de wedstrijd. Dat jaar werd hij zesde bij de marathon van Dubai en moest hij in Moskou op deze afstand voor de finish uitstappen tijdens de wereldkampioenschappen.

## Persoonlijke records
| Onderdeel      | Prestatie | Datum            | Plaats    |
| -------------- | --------- | ---------------- | --------- |
| 10 km          | 27.37     | 25 november 2012 | Hyderabad |
| 15 km          | 42.01     | 18 november 2012 | Nijmegen  |
| 20 km          | 56.56     | 5 april 2014     | Praag     |
| halve marathon | 1:00.11   | 5 april 2014     | Praag     |
| 25 km          | 1:14.59   | 19 oktober 2014  | Amsterdam |
| 30 km          | 1:29.51   | 19 oktober 2014  | Amsterdam |
| marathon       | 2:06.33   | 25 januari 2013  | Dubai     |

## Palmares

### 10.000 m
- 2012:  Kericho - 28.49,3
- 2015: 7e Sotik kamp. - 29.22,1

### 10 km
- 2011:  Great Ethiopian Run - 28.47
- 2012:  Stadsloop Appingedam - 28.32
- 2012:  Jamba Cloud Hyderabad - 27.37
- 2013:  TCS World in Bangalore - 28.12
- 2013: 4e Safaricom Kericho Great Run - 29.30

### 15 km
- 2012:  Zevenheuvelenloop - 42.01
- 2013:  Zevenheuvelenloop - 42.32

### halve marathon
- 2012: 7e halve marathon van Berlijn - 1:00.15
- 2012:  halve marathon van Olomouc - 1:01.48
- 2013:  halve marathon van Yangzhou - 1:00.42
- 2013: 5e halve marathon van New Delhi - 1:00.24
- 2014: 4e halve marathon van Praag - 1:00.11
- 2014: 5e halve marathon van Baringo - 1:02.39,0
- 2014:  halve marathon van Keringet - 1:01.45
- 2015:  halve marathon van Bejaia - 1:03.54
- 2015:  halve marathon van Karlovy Vary - 1:01.13

### marathon
- 2013: 6e marathon van Dubai - 2:06.33
- 2013: DNF WK
- 2014: 9e marathon van Praag - 2:17.34
- 2014: 8e marathon van Amsterdam - 2:13.57
- 2016: 5e marathon van Madrid - 2:12.48